# 코믹진-점프/윙크
《코믹진-점프/윙크》는 당초 서울문화사에서 발행했으나 이 회사가  2018년 3월 만화사업부를 서울미디어코믹스로 분사시킴에 따라 현재는 서울미디어코믹스에서 발간 중인 대한민국의 디지털 전용 만화 잡지인데 서울미디어코믹스는 뒷날 카카오에서 지분을 대량 인수했다.

## 코믹진 윙크
2012년 8월 1일(7월 15일 발행) 창간
격주 발행(매월 1일, 15일 업데이트)
대여 과금 1,000원, 소장 과금 2,000원
현재 연재작-Tiara(티아라), 밤을 걷는 선비, 시르크, NEXIO(넥시오), 임금님의 사건수첩, 뽕짝 스타, 안티-레이디, 어화둥둥 내♥보르미, 하백의 신부, 캄신
과거 연재작-에뷔오네, Oh my 로맨틱 구미호, Crazy Dentist

## 코믹진 점프
2012년 11월 15일(11월 1일 발행) 창간
격주 발행(매월 1일, 15일 업데이트)
최신호 무료, 과월호 대여 과금 1,000원, 소장 과금 1,000원
현재 연재작-금지소년, 소드걸스, 변태왕자와 웃지 않는 고양이, 서울협객전, ilya(일리아), 촤르륵 클로즈업